# Weston, Ohio
Weston är en ort i Wood County i delstaten Ohio, USA.